# کوپوآکو
کوپوآکو از درختان جنگل باران‌خیز استوایی مربوط به کاکائو است. به طور وسیعی در سراسر حوضه مشترک رود آمازون، در جنگل‌های کلمبیا، بولیوی و پرو و در شمال برزیل کاشته می‌شود. بیشترین تولید آن در پارا و سپس آمازوناس، روندونیا و اکری است.
ارتفاع درخت کوپوآکو معمولاً بین ۵ الی ۱۵ متر است، گرچه ارتفاع بعضی از آنها می‌تواند به ۲۰متر هم برسد. پوست آنها قهوه‌ای رنگ و طول برگها ۲۵ الی ۳۵ سانتیمتر و عرض آنها ۶ الی ۱۰سانتیمتر است و ۹ الی ۱۰ جفت رگبرگ دارند. برگها هنگام رشد کامل از صورتی به سبز تغییر رنگ می‌دهند؛ و سرانجام شروع به میوه دادن می‌کنند. میوه‌های کوپوآکو مستطیل شکل، قهوه‌ای و کرک‌دار به طول ۲۰ سانتیمتر و وزن ۱ الی ۲ کیلوگرم هستند و با برون‌بر سفت و ضخیم ۴الی ۷ میلیمتر پوشانده شده‌اند.

## میوه
گوشت سفید کوپوآکو بویی شبیه مخلوطی از شکلات و آناناس دارد و معمولاً در ساخت دسرها، آبمیوه‌ها و شیرینی‌ها استفاده می‌شود. مزه آب آن در درجه اول شبیه گلابی و کمی شبیه موز است.

## مواد شیمیایی گیاهی
علت طعم کوپوآکو مواد شیمیایی گیاهی موجود در آن مثل تانن ،گلیکوزید، تئوگرندین ۱، کاتچین، کوئرستین، کائمفرول و ایزواسکوتلارین است.
همچنین این میوه هم همانند کاکائو حاوی کافئین ،تئوبرومین و تئوفیلین است، گرچه مقدار کافئین آن بسیار کمتر است.

## کره کوپوآکو
کره کوپوآکو تری‌گلیسریدی متشکل از اسیدهای چرب اشباع شده و اشباع نشده است، و همین موضوع موجب پایین بودن دمای ذوب آن (حدود ۳۰ درجه سانتیگراد) و داشتن بافت جامد نرم، و استفاده از آن به جای شکلات سفید در شیرینی‌پزی می‌شود. اجزای اصلی اسیدهای چرب کره کوپوآکو عبارتند از :اسید استئاریک(۳۸٪)، اسید اولئیک(۳۸٪)، پالمیتیک اسید(۱۱٪)، آراکیدیک اسید(7%)

## بوم‌شناسی
کوپوآکو تکیه‌گاه شاپرک گیاه‌خوار آمریکایی است، این پروانه می‌تواند تبدیل به یک برگخوار جدی شود.

## نگارخانه

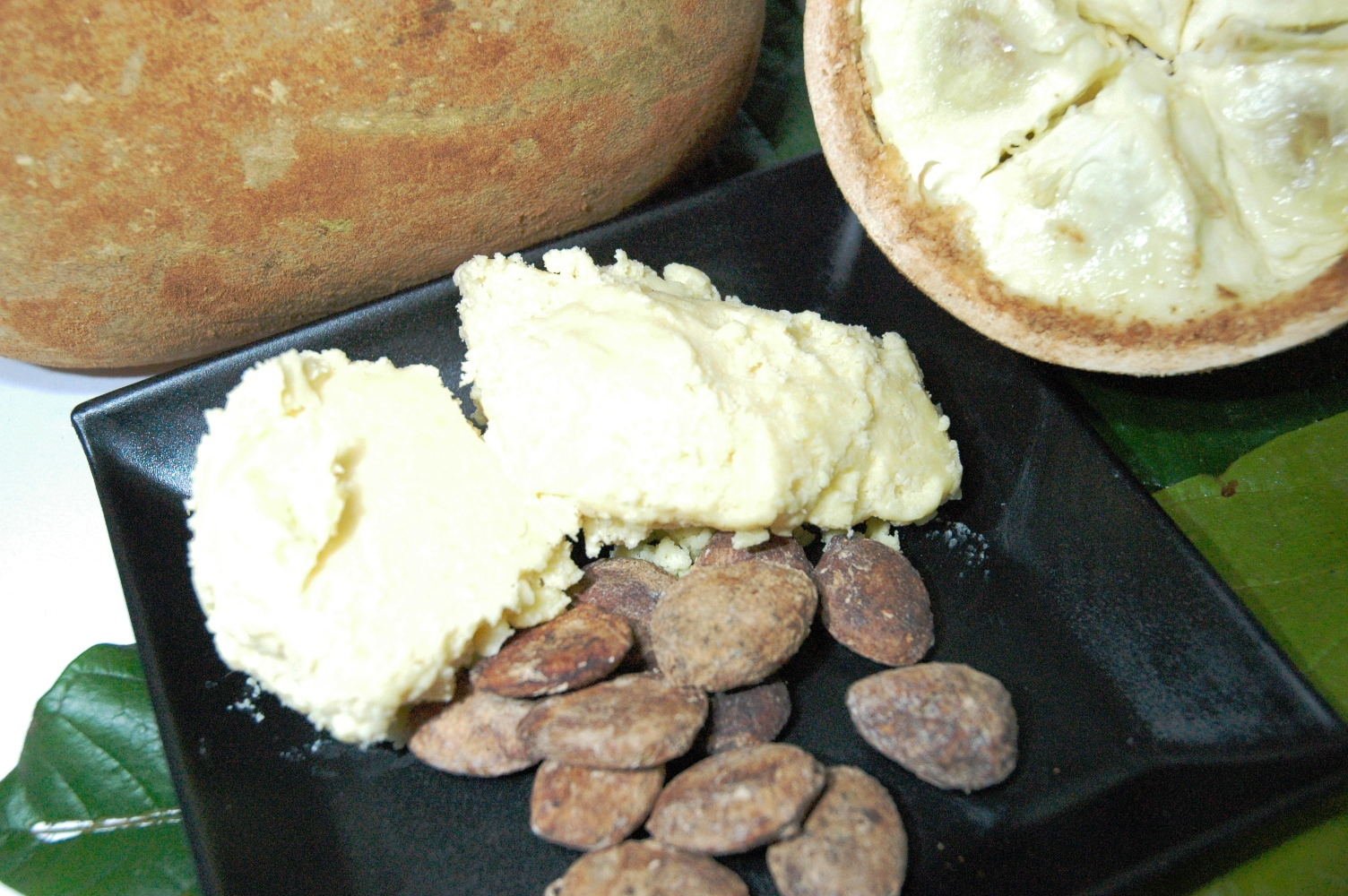
کره کوپوآکو
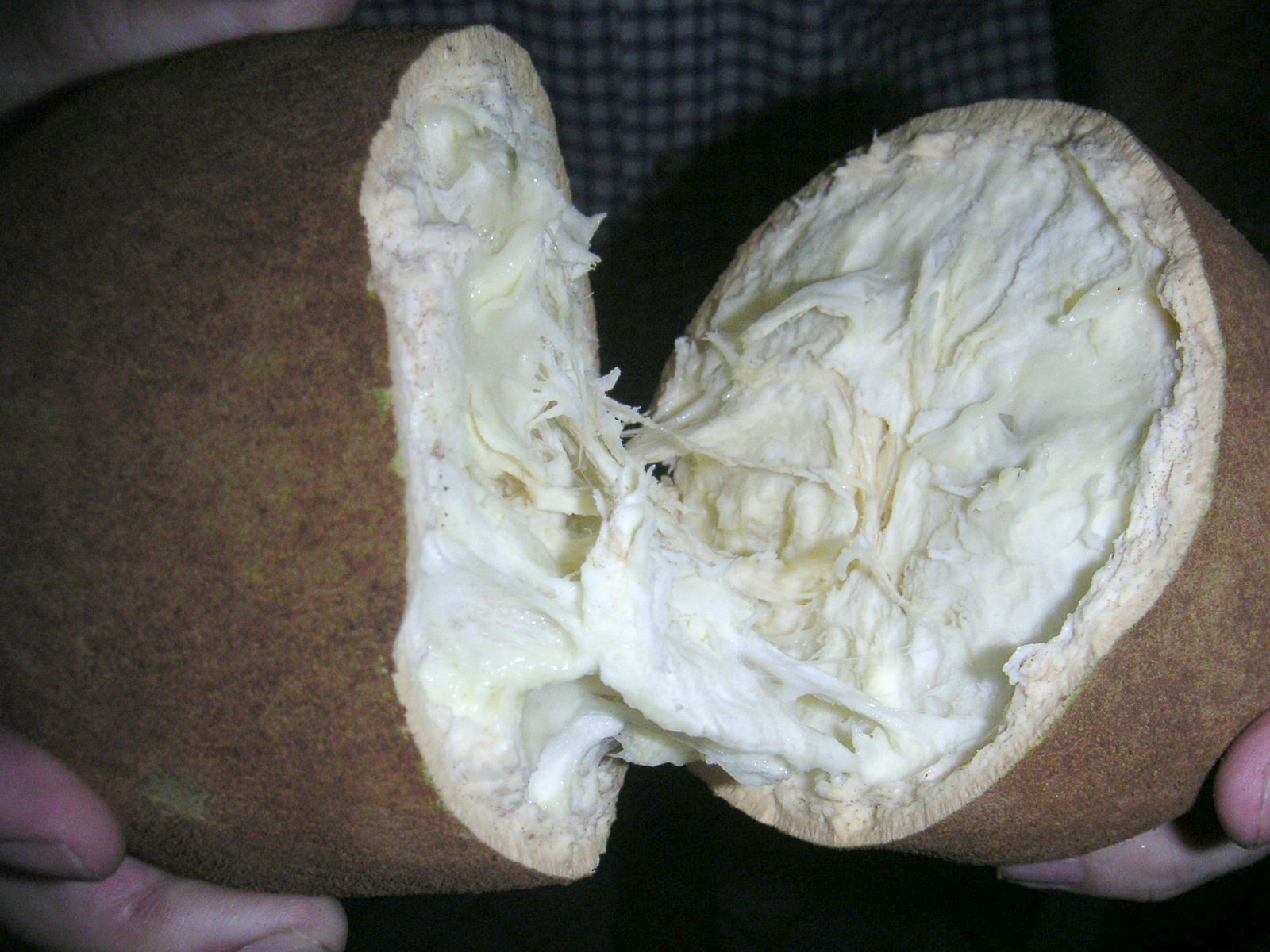
میوه باز شده کوپوآکو
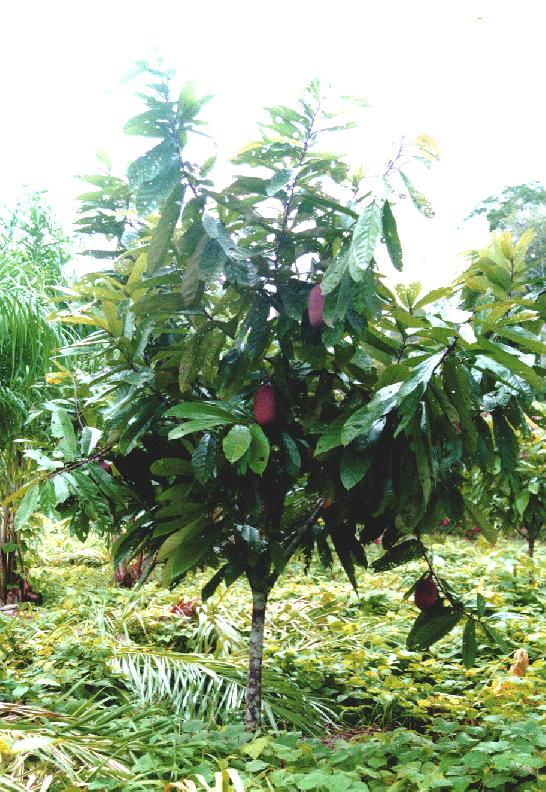

## پیوند به خارج
- A collection of cupuacu photos.